# Белковски (остров)
Белко̀вски (на руски: Остров Бельковский) е остров в море Лаптеви, най-западния от островите Анжу, от групата на Новосибирските острови.
Административно влиза в състава на Якутия, Русия. Островът е разположен по меридиана на протежение около 60 km, западно от най-големия остров в групата Котелни, от който го отделя протока Заря (ширина 21 km). Площ около 500 km2. Повърхността му е равнинна с максимална височина 127 m в централната част. Бреговете му са ниски, на места скалисти. По скалите има големи „птичи базари“ на прелетни птици, а на един от полуостровите му леговище на моржове.
Остров Белковски е открит през 1808 г. от руския търговец на ценни животински кожи Николай Семьонович Белков и наименуван на неговото име.

## Топографска карта
- S-53,54, М 1:1 000 000[2]